# Zola griseata
Zola griseata är en fjärilsart som beskrevs av Franz Paula von Schrank 1802. Zola griseata ingår i släktet Zola och familjen mätare. Inga underarter finns listade i Catalogue of Life.